# Ann Radcliffe
Ann Radcliffe, nata Ann Ward (Holborn, 9 luglio 1764 – Holborn, 7 febbraio 1823), è stata una scrittrice britannica, considerata pioniera della letteratura dell'orrore e in particolare del romanzo gotico.

## Biografia
Della vita della Radcliffe sono noti pochissimi fatti, specialmente a causa della sua vita appartata, lontano dagli ambienti alla moda e dalle feste cittadine, tanto che nel 1823, anno della sua morte, The Edinburgh Review scrisse: «Non appariva mai in pubblico, né si mescolava nella società, ma si teneva defilata, come il soave usignolo che canta le sue note solitarie, celato e non visto». La poetessa Christina Rossetti tentò nell'Ottocento di scriverne una biografia ma vi rinunciò per mancanza di materiale.
Nacque a Holborn (Londra), unica figlia del merciaio William Ward e sua moglie Ann Oates. Nel 1772 la famiglia si spostò a Bath e la Radcliffe ricevette una buona educazione e si dimostrò molto propensa alla lettura. Si sposò a 23 anni nel 1787 con William Radcliffe, un giornalista dell'English Chronicle.
Iniziò a scrivere racconti per divertimento e dietro incoraggiamento del marito. Il matrimonio, dal quale non nacquero figli, si rivelò comunque felice e la coppia intraprese numerosi viaggi finanziati in parte con gli introiti derivanti dalle pubblicazioni di Ann: i due visitarono il Lake District, il Reno e l'Inghilterra meridionale.
Nel 1789 fu pubblicata anonima a Londra l'opera prima della scrittrice,The Castles of Athlin and Dunbayne, in cui è già presente l'atmosfera che sarà alla base della maggior parte dei suoi romanzi, in particolare la tendenza a coinvolgere innocenti e giovani eroine nelle vicende descritte, che solitamente si svolgono in tenebrosi castelli governati da nobili dal passato misterioso.
Le sue opere divennero estremamente popolari, specialmente tra le giovani lettrici che cercavano nei suoi libri qualcosa di più eccitante del ricamo. Tra le sue opere più conosciute ricordiamo Romanzo siciliano (1790), Il romanzo della foresta (1791), I misteri di Udolpho (1794) e L'Italiano (1797).
Il successo de Il romanzo della foresta consacrò Radcliffe come l'esponente più significativa del romanzo storico in chiave gotica. I suoi romanzi successivi furono accolti con grande entusiasmo e produssero un nutrito gruppo di imitatori. Alcuni grandi scrittori, inoltre, presero spunto dall'atmosfera in essi presente per ricrearla nei loro lavori. È il caso di Jane Austen, estimatrice del filone gotico e delle opere della Radcliffe, in L'abbazia di Northanger, nel quale ritroviamo una parodia de I misteri di Udolpho, ma non per disprezzarla quanto per ricordare l'importanza delle prime autrici di romanzi femminili di fine Settecento.
Verso gli ultimi anni della sua vita circolarono voci secondo le quali dapprima soffriva di depressione e poi era stata rinchiusa in un manicomio per infermità mentale, ma il marito e il dottore che la visitò negli ultimi giorni di vita negarono queste congetture. Ann Radcliffe morì il 7 febbraio 1823 a causa di problemi respiratori, probabilmente dovuti a una polmonite e acuiti dall'asma di cui soffriva da diversi anni. Fu sepolta in una chiesa di Bayswater (Londra).

### I misteri di Udolpho
I misteri di Udolpho, forse il miglior romanzo della Radcliffe, fu pubblicato per la prima volta nel 1794 dalla casa editrice G.G. & J. Robinson di Londra in quattro volumi. Il romanzo è ambientato nel 1584 e narra la storia di Emily St. Aubert, un'orfana che è costretta a vivere con la zia Madame Cheron. La zia si sposa presto con l'italiano Montoni, che porta la moglie ed Emily nel castello di Udolpho sugli Appennini, separando Emily dal suo innamorato Valancourt. Montoni rinchiude la zia nel castello per costringerla a firmare una carta in cui cede le sue proprietà. Dopo una serie di eventi terribili, Emily riesce a fuggire dal castello, a prendere il controllo delle sue proprietà e a ritrovare Valancourt, con cui si sposa.
La grande importanza del romanzo sta nella capacità dell'autrice di mantenere coerente la trama e di fornire una spiegazione razionale per ogni straordinario avvenimento che accade nel castello. Oltre che da Jane Austen, che ne fa una parodia, il romanzo è stato ripreso anche da Walter Scott.

### Il romanzo della foresta
Scritto prima de I misteri di Udolpho, pubblicato anonimo nel 1791 (soltanto nell'edizione dell'anno seguente l'autrice fece comparire il suo nome), il romanzo si apre con una carrozza lanciata a gran velocità nella notte, che termina la sua corsa tra le rovine di un'antica abbazia, dove un gruppo di fuggitivi trova infine riparo. Pierre e Constance de La Motte, due nobili decaduti, stanno cercando di sottrarsi alla legge e ai creditori che li perseguitano. Essi portano con sé la giovane Adeline, che lungo la strada è stata consegnata loro da un manipolo di banditi. Ma il rifugio che hanno trovato sembra non essere più sicuro quando il padrone di quella zona boscosa, il sinistro marchese di Montalt, mette gli occhi sulla giovinetta. Fra la scoperta di misteriose reliquie del passato, incubi ossessionanti e l'eco di un delitto commesso un tempo tra le mura dell'abbazia, Adeline comincerà a pensare che il suo protettore non sia del tutto estraneo ai piani dell'ambiguo marchese. 
Il romanzo della foresta ebbe alla sua uscita un successo clamoroso e ad esso si ispirarono in seguito molti grandi scrittori del XIX secolo: da Jane Austen a John Keats, da Mary Shelley a Honoré de Balzac, da Edgar Allan Poe a Charles Dickens a Wilkie Collins, divenendo una fra le opere antesignane del genere gotico.

## Opere

### Edizioni italiane
- Ann Radcliffe, Le paure di Matilde o La badia di Grasville, 3 voll., Milano, Oreste Ferrario, 18??,  pp. 112+128+112.
- Ann Radcliffe, La foresta perigliosa, o L'abazia di Santa Chiara, 2 voll., Milano, Ferrario, 1863,  pp. 130+132.
- Ann Radcliffe, La tomba, Collana: Biblioteca romantica popolare di autori scelti; 7, Roma, R. Perino, 1887,  p. 223.
- Ann Radcliffe, Giulia o I sotterranei del castello di Mazzini, Collana: Biblioteca romantica tascabile; 43, Milano, E. Sonzogno, 1889,  p. 224.
- Ann Radcliffe, Le visioni del castello dei Pirenei, Collana: Biblioteca economica; 43, Firenze, Salani, 1902,  p. 366.
- Ann Radcliffe, I misteri di Udolpho, a cura di Vittoria Sanna, Titolo originale: The Mysteries of Udolpho; collana: I segni, Roma, Theoria, 1990,  p. 698, ISBN 88-241-0026-0.
- Ann Radcliffe, Romanzo siciliano, a cura di Rita Bernini, Titolo originale:  A Sicilian Romance; collana: Il castello; 36, Palermo, Sellerio, 1991,  p. 230.
- Ann Radcliffe, L'italiano, ovvero Il confessionale dei penitenti neri, Titolo originale: Italian, or The confessional of black penitents; traduzione di Alessandro Gallenzi, collana I classici classici, Milano, Frassinelli, 1995,  p. 548, ISBN 88-7684-327-2.

- Ann Radcliffe, Emilia e Valancourt, 5 voll., Collana:  Biblioteca di romanzi italiani e stranieri, Napoli, Gaetano Nobile & C., 1830,  p. 1008.
- Ann Radcliffe, Lo scheletro vivente o la terribile vendetta, 4 voll., Milano, F.lli Ferrario, 1882,  pp. 130, 116, 116, 122.
- Ann Radcliffe, Gli spettri della Badia di Grasville, 3 voll., Milano, O. Ferrario, 1884,  pp. 112, 128, 112.
- Ann Radcliffe, I grandi romanzi gotici, a cura di Riccardo Reim, Collana: I mammut; 14; contiene: Il castello di Otranto di Horace Walpole; Il monaco di Matthew G. Lewis; L'italiano o il confessionale dei Penitenti Neri di Ann Radcliffe; Frankenstein di Mary Shelley; Melmoth l'uomo errante di Charles Robert Maturin, Roma, Newton Compton, 1993,  p. 1014.
- Ann Radcliffe, Il romanzo della foresta. Edizione integrale, traduzione e cura di Massimo Ferraris, Roma, Elliot edizioni, 2019, pp. 404
- Ann Radcliffe, Il romanzo della foresta, traduzione e cura di Marianna Bellettini, Roma, flower-ed 2020 (edizione integrale)